# Lion (héraldique)
Pour les articles homonymes, voir Lion (homonymie).

Tête de lion arrachée.

Tête de léopard arrachée.

En héraldique, le lion et le léopard désignent le même animal, mais avec une position de tête différente.
- Avec la tête de profil, c'est un lion.
- Avec la tête de face, c'est un léopard.

La position du corps n'influe pas sur le nom mais les deux « jumeaux » ont des positions préférées : ainsi le lion est rampant (debout), le léopard est passant (position de la marche). La queue du lion est traditionnellement tournée vers l'intérieur, celle du léopard vers l'extérieur.
D'autres positions sont possibles et précisées le cas échéant, comme arrêté (debout immobile sur ses quatre pattes) et séant (assis, comme celui figurant au sommet des décorations des grandes armes d'Écosse).
Le « roi des animaux », avec sa réputation de force, de bravoure, de noblesse, si conforme à l'idéal médiéval, ne pouvait que séduire ceux qui voulaient se choisir des armoiries. Et de fait, le lion et son alter ego le léopard sont très nombreux, surtout dans la zone anglo-normande (Plantagenêt). Le succès du lion est la cause de sa propre banalisation, ce qu'illustre bien le « dicton héraldique » : « Qui n'a pas de blason, porte un lion. »
Cependant, au Moyen Âge, le léopard est considéré comme le rejeton bâtard du lion (leo) et du pard, d'où son nom. À ce titre, en tant que fruit d'une relation coupable, il trouve sa place dans le bestiaire démoniaque et a une symbolique négative. Toutefois, Richard Cœur de Lion, à l'origine du blason anglais, ignore cette vision péjorative et adopte pour emblème les « léopards » Plantagenêt, ce qui ne choque personne. Cependant, à partir des années 1360 et le début de la guerre de Cent Ans, les héraldistes anglais préfèrent les blasonner « lions passant guardant », afin d'omettre la connotation négative reprise par les partisans des Valois. Royaux chez eux comme tout lion, ils sont vus bâtards et mauvais de l'autre côté de la Manche. Cette bataille symbolique est principalement exacerbée pendant la guerre de Cent Ans, pour déligitimer les prétentions Plantagenêt au trône de France.
Ayant perdu sa capacité identitaire, le lion s'est vu attribuer toute une série de caractéristiques pour tenter de la recouvrer. On se trouve face à un nombre impressionnant de lions qui ne diffèrent parfois que par d'infimes détails comme la couleur des griffes, ou la position des pattes (si la patte arrière droite est posée, il est alors sautant et non plus rampant). On est loin de la règle qui veut que les meubles soient clairement identifiables de loin, mais il est vrai aussi que plus le temps passe, plus leur fonction s'éloigne de la poussière des mêlées.

## Lion et lion léopardé
Le lion par défaut est rampant, ce qui signifie qu'il est dans une position où il semble gravir une côte (= une rampe) (sens primitif de ramper, provenant de l'ancien francique (h)rampon, « grimper avec des griffes »). On trouve souvent une autre explication : le lion ne serait pas en train de ramper (= grimper), mais en train d’attraper quelque chose avec ses trois membres levés, en équilibre sur sa patte arrière qui occupe la pointe de l’écu. Le mot viendrait alors de rapiens, qui a la même racine que « rapt ». Cette étymologie, longtemps retenue, semble maintenant non fondée.
Le lion est dit léopardé quand il est passant (position du léopard), la queue tournée vers l'extérieur et la tête toujours de profil (qui est la caractéristique déterminante du lion).

Lion (rampant)
Lion léopardé (Lion passant)

## Léopard et léopard lionné
La position par défaut du léopard est d'être passant, c'est-à-dire allongé en appui sur trois pattes, la droite avant levée. Les léopards sont volontiers répétés deux ou trois fois. Ils sont normalement placés les uns au-dessus des autres.
Traditionnellement, la queue du léopard est représentée tournée vers l'extérieur. Mais la position de la queue n'est pas déterminante, et ne modifie en rien l'utilisation de passant ou léopardé.
Le léopard rampant (c’est-à-dire regardant de face, mais en position dressée) peut être blasonné léopard lionné.

Léopard (passant)
Léopard lionné (Léopard rampant)

En héraldique anglaise (dont le langage est fortement issu du franco-normand), le lion et le léopard sont tous deux appelés lion, celui que nous appelons léopard étant blasonné passant et guardant (c'est-à-dire regardant sous entendu : de face). Par exemple, les armes de la Normandie se blasonnent en français de gueules à deux léopards d'or l'un sur l'autre (parfois, à tort ou à raison "armés et lampassés d'azur"); celles de l'Angleterre se blasonnent en anglais gules, three lions passant guardant in pale or armed and langued azure (où in pale signifie « en pal » c'est-à-dire rangés (= alignés) verticalement).

Aquitaine.
Normandie.
Angleterre.

## Autres différenciations du lion et du léopard
Ces différenciations ne sont spécifiques ni au lion, ni au léopard.
LampasséLa couleur de la langue est différente de celle du corps.
CouronnéLa tête est surmontée d'une couronne.
Coupé de gueules et de sable, au lion d'argent armé, lampassé et couronné d'or brochant sur le tout (famille d'Oultremont)
ArméLa couleur des griffes est différente de celle du corps
VilenéLa couleur du sexe est différente de celle du corps.
D'azur au lion d'or, lampassé, armé et vilené de gueules, surmonté d'une couronne d'argent (Bormes-les-Mimosas).
ÉviréPour un lion dont le sexe n'est pas figuré (caractère infamant, extrêmement rare)
MornéPour un lion sans griffes, ni langue, ni dents (ni queue selon certains auteurs).
D'or au lion morné de sable (seigneurie de Léon)
Fier
Pour un lion dont le poil est hérissé (ce qui est très rare).
Lion issantDemi-lion sortant d’une ligne de partition, ou d’un meuble, voire d’une pièce ou du champ.
De gueules à un pont d'or sur une rivière d'azur, un lion d’or issant du tablier du pont (qui est du Banat)
Lion naissantSe dit d'un animal dont on ne voit que la moitié supérieure du corps.

### Différenciations de la queue
La queue du lion est aussi à l’origine de nombreuses variantes. Dans son dessin traditionnel, elle est recourbée en un crochet vers le bas, côté tête, et présente un renflement à mi-longueur. Le dessin moderne tend au contraire à recourber la queue côté extérieur, comme celle du léopard.
Queue nouée
Queue fourchue
Double queue, les deux parties passées en sautoir
De gueules, au lion d'argent à la queue fourchée et passée en sautoir, couronné, armé et lampassé d'or (Bohême)
Lion couard
À la queue entre les jambes.
Lion diffamé
Dépourvu de queue.
Autres

### Figures issues du lion
LionceauLe lion en nombre (au moins trois) devient un lionceau. Il s'agit simplement d'une appellation, qui ne modifie en rien ses caractéristiques. C'est spécifique à l'héraldique française.
De gueules à trois lionceaux d'or armés, lampassés et couronnés d'azur (Périgord)

LionneLa lionne se représente comme le lion mais sans crinière ni verge, et se décrit de la même façon, sauf éviré et vilené, qui naturellement ne concerne que le mâle.

Panthère
Lion rampant avec sa queue, la crinière hérissée et les pattes avant en serres d'aigle. Anciennement avec une tête de cheval avec cornes de bœuf et vomissant des flammes. Ne se rencontre guère que dans les armoiries autrichiennes (styrienne).
La panthère au naturel, très rare, ressemble à la lionne, avec de petites taches sur son pelage. Sert surtout de support.
D’azur à une panthère au naturel (province de Lucques)

## Figures dérivées du lion
Le lion est classé comme figure héraldique naturelle (même quand il a deux queues), mais se retrouve très fréquemment comme composant de figure héraldique imaginaire, en particulier dans la chimère ou le griffon (figure où il s'« hybride » avec l'aigle).

Chimère.
Griffon.

## Quelques lions figurant sur des armoiries de pays ou de régions

Royaume du Maroc.
République du Sénégal.
Royaume-Uni.
Bulgarie.
Belgique.
Norvège.
Espagne.
Pays-Bas.
Bohême.
Flandre.
Hainaut (comté, puis province).
Franche-Comté.
Nouvelle-Aquitaine.

## Applications de lions héraldiques

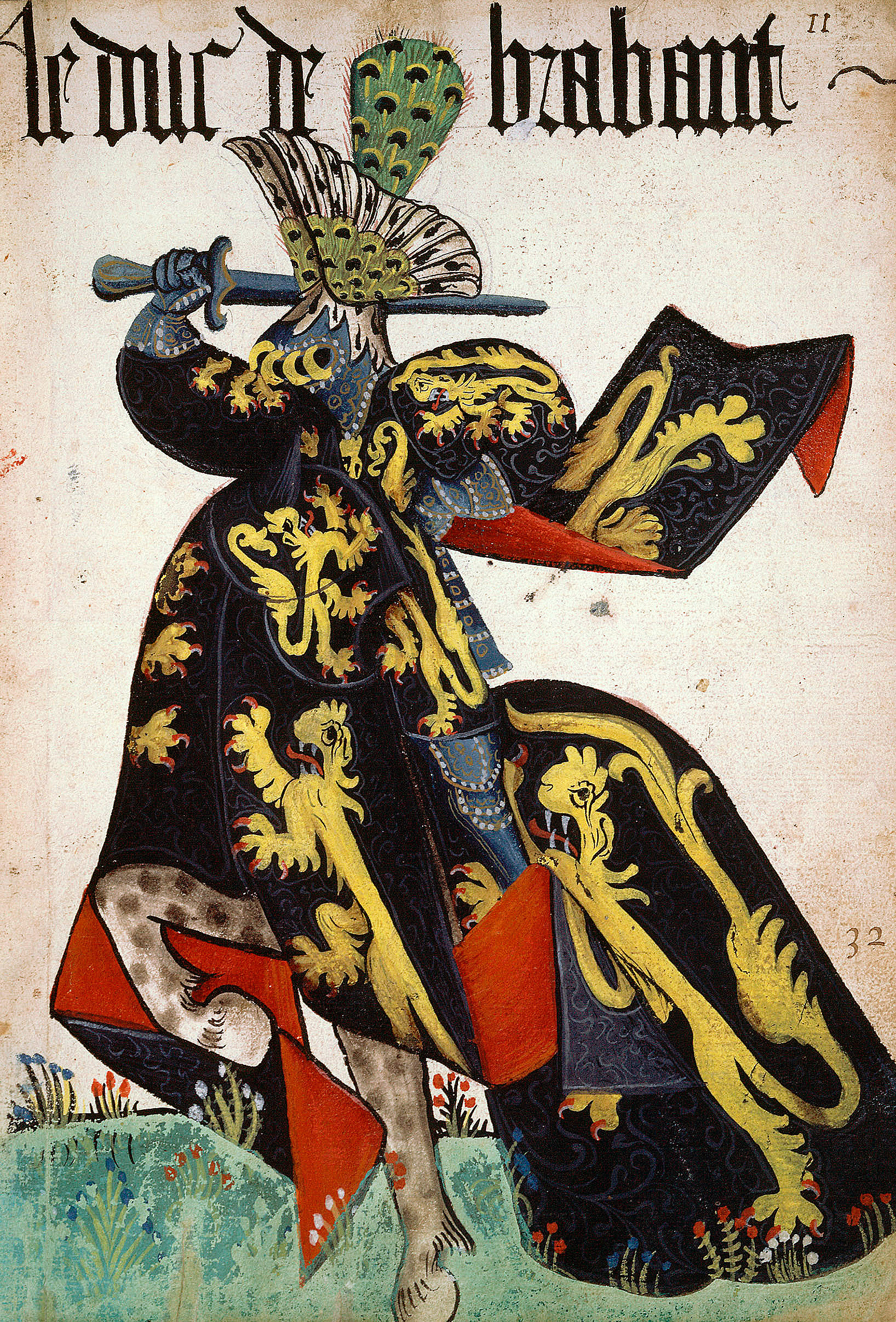
Le duc de Brabant, dans un tournoi de la Toison d'or.
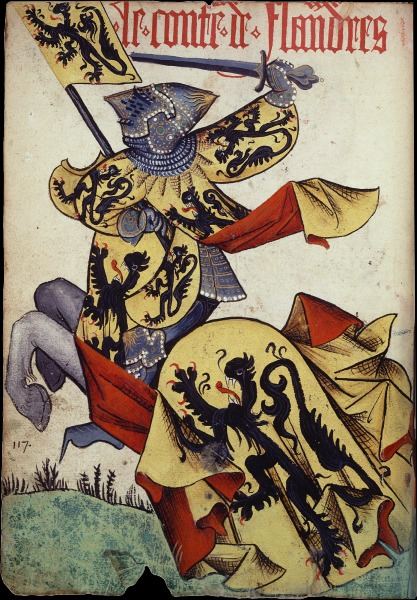
Philippe le Bon.
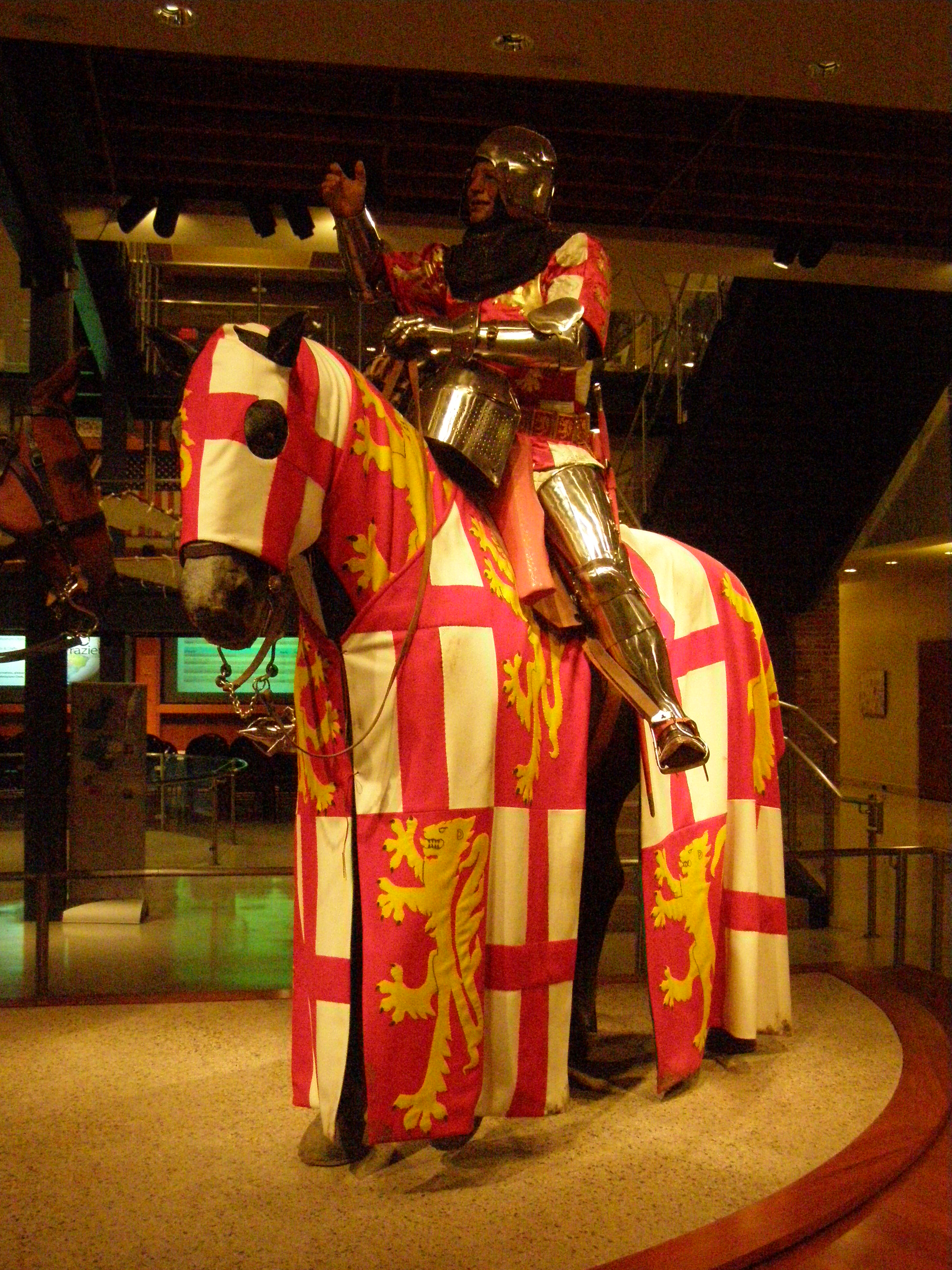
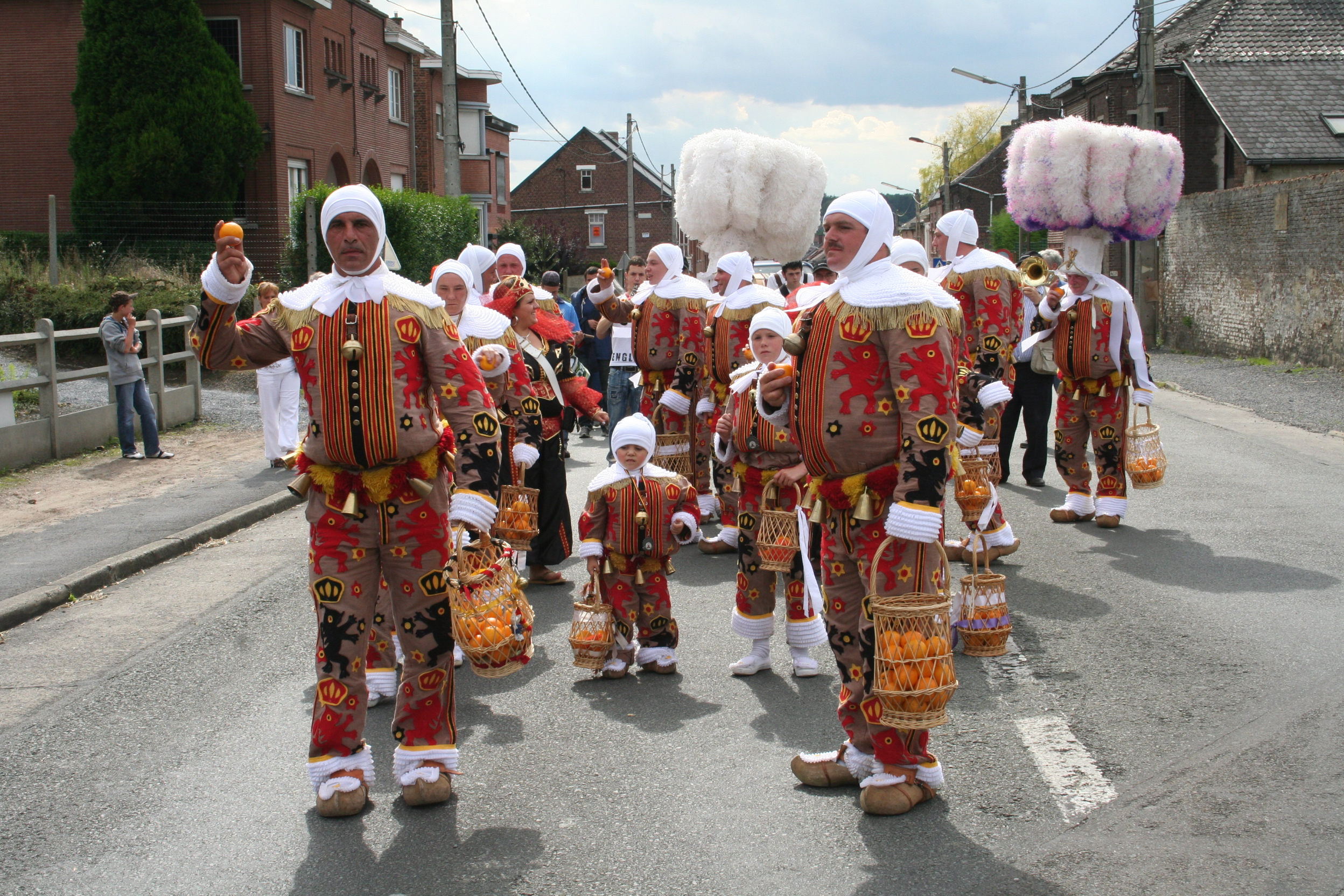
Gilles vêtus d'un costume aux couleurs du Hainaut (cf. supra).